# Saint-Rémy-de-Maurienne
Saint-Rémy-de-Maurienne település Franciaországban, Savoie megyében. Lakosainak száma 1263 fő (2022. január 1.). Saint-Rémy-de-Maurienne Arvillard, La Chambre, La Chapelle, Les Chavannes-en-Maurienne, Presle, Saint-Étienne-de-Cuines, Saint-Léger és Saint-Pierre-de-Belleville községekkel határos.

## Népesség
A település népessége az elmúlt években az alábbi módon változott:
| Lakosok száma | 1266 | 1282 | 1288 | 1253 | 1238 | 1238 | 1238 | 1237 | 1263 |
|               | 2013 | 2015 | 2016 | 2017 | 2018 | 2019 | 2020 | 2021 | 2022 |